# Єтнеберш Нігуссі
Єтнеберш Нігуссі — ефіопська адвокатка, правозахисниця та активістка у сфері захисту прав людей з інвалідністю, яка в 5 років утратила зір.

## Раннє життя та освіта
Втрату зору Єтнеберш Нігуссі описує як можливість, оскільки вона допомогла їй вирватися з раннього шлюбу, який широко застосовувався в Амхара Сен-Волло, де народилася Єтнеберш. Вона почала відвідувати початкові класи в Католицькій школі сліпого Шашемене, потім вступила до середньої школи Менелік II (інклюзивна школа) і навчалася там до 12 класу. На додаток до академічної участі в школі, вона очолювала понад 6 студентських клубів, включаючи консультантів студентів. Приєднавшись до Університету Аддіс-Абеби, вона отримала ступінь бакалавра права та ступінь магістра в галузі соціальної роботи. Безперервно залучена до позакласної діяльності, вона очолювала Анти-СНІД рух у 2004–2005 і заснувала Асоціацію студенток Адіс-Абебського університету (2006 р.), а також стала першим президентом асоціації. 

## Активізм
Під час своєї роботи в Анти-СНІД-русі вона отримала ряд національних і міжнародних нагород, у тому числі нагороду AMANITARE (Африканське партнерство за сексуальне і репродуктивне здоров'я і права жінок і дівчат), яку вона отримала у 2003 році в Південній Африці за її велику адвокаційну роботу у вихованні дівчат. Крім академічного життя, пані Єтнеберш добровільно служила в більш ніж 20 організаціях, з яких Ethiopian National Association of the Blind Women’s Wing (Ефіопська національна асоціація крила сліпих жінок), яку вона очолювала впродовж 4 років (2003–2007). Враховуючи це, вона вирішила заснувати місцеву організацію під назвою Ethiopian Center for Disability and Development (Ефіопський центр інвалідності та розвитку) (ECDD), щоб сприяти включенню людей з інвалідністю у різні програми розвитку, включаючи економічні повноваження. З 2016 року Єтнеберш працює з Громадською організацією  LIGHT FOR THE WORLD для інвалідів та розвитку, яку вона раніше представляла від Міжнародної ради послів.
У вересні 2017 року Єтнеберш Нігуссі була названа спільною переможницею «Права довіри до життя», «Альтернативна Нобелівська премія», «за її натхненну роботу, спрямовану на сприяння правам та включенню людей з інвалідністю, дозволяючи їм реалізовувати свій повний потенціал та змінювати мислення у суспільствах» («for her inspiring work promoting the rights and inclusion of people with disabilities, allowing them to realise their full potential and changing mindsets in our societies» ). Вона поділила перше місце разом з Хадіджа Ісмаїловою, Колін Гонсалвес, і американським екологічним юристом Робертом Білоттом.

## Публікації
- Нігуссі, Єтнеберш (2006). Необхідність правової реформи прав інвалідів в Ефіопії, Університет Аддіс-Абеби, юридичний факультет, Аддіс-Абеба, Ефіопія.

- Нігуссі, Єтнеберш та Рансом, Боб (2008). Конвенція ООН про права інвалідів: заклик до дій щодо бідності, відсутності доступу та дискримінації, ECDD, Аддіс-Абеба, Ефіопія.

- Нігуссі, Єтнеберш (2009). Психосоціальні виміри та зайнятість осіб з інвалідністю, Університет Аддіс-Абеби, Школа соціальної роботи, Аддіс-Абеба, Ефіопія.

## Нагороди
- Премія AMANITARE для захисників сексуального та репродуктивного здоров'я, 2003, Йоганнесбург, Південна Африка.
- Індивідуальна нагорода за відмінну координацію заходів з профілактики ВІЛ / СНІДу та контролю, нагороджена Аддис-Абебською міською адміністрацією у співпраці з Аддис-Абебою з питань ВІЛ / СНІДу (HAPCO). 7 жовтня 2005 р. Аддіс-Абеба, Ефіопія.
- Краща національна активістка з ВІЛ / СНІДу, нагороджена Асоціацією загальних медичних практиків, 2005, Аддіс-Абеба, Ефіопія.
- Премія «Right Livelihood Award», присуджена Міжнародним альянсом для жінок (TIAW), 2011 р. [6]
- Right Livelihood Award 2017 [7].